# Robgill Tower
Robgill Tower ist ein Tower House zwischen Kirtlebridge und Kirkpatrick-Fleming in der schottischen Council Area Dumfries and Galloway. Der Turm aus dem 16. Jahrhundert auf einem Hügel über dem Kirtle Water dient hauptsächlich landwirtschaftlichen und Wohnzwecken. Das Tower House, die Stallungen sowie die Torzufahrt sind als Kategorie-B-Bauwerke denkmalgeschützt. Die Gärten sind hingegen als Kategorie-C-Bauwerk klassifiziert.

## Etymologie
Der Name ist vom altenglischen Eigennamen Hreodbeorht (dt.: Robert) und vom altnorwegischen Gil (dt.: Tobel) abgeleitet. 1125 wurde der Name als Redbeilgill urkundlich erwähnt.